# أشلي زوكرمان
أشلي زوكرمان (بالإنجليزية: Ashley Zukerman) هو ممثل أمريكي - أسترالي ولد بتاريخ 30 ديسمبر 1983.

## الأعمال

### مسلسلات
- الرمز المفقود - بدور روبرت لانغدون.[2]

- خل التفاح (2025) - بدور: كلايف.

## وصلات خارجية
أشلي زوكرمان على موقع IMDb (الإنجليزية)
- أشلي زوكرمان على موقع قاعدة بيانات الفيلم (الإنجليزية)